# Ernesto Capocci di Belmonte
Pour les articles homonymes, voir Capocci et Belmonte.
Ernesto-Maria, Vincenzo, Pasquale, Gaetano Capocci Belmonte (Picinisco,  31 mars 1798 -Naples, 6 janvier 1864) est un mathématicien, astronome et politicien italien, neveu de l'astronome Federigo Zuccari et directeur de l'Observatoire astronomique de Capodimonte.

## Biographie
Ernesto Capocci di Belmonte est né à Picinisco, à l'époque dans le territoire de la Terre de Labour de Francesco Capocci et Marta Zuccari, sœur de Federigo. IL étudie au séminaire de Sora, acquérant des compétences scientifiques et littéraires humanistes. À partir de 1815, il commence à fréquenter l'Observatoire de Naples, qui avait son siège provisoire dans l'ancien monastère de San Gaudioso sur la colline de Caponapoli. En 1819, il a été nommé par Giuseppe Piazzi astronome adjoint et après la mort de Carlo Brioschi, il devient directeur de l'Observatoire astronomique de Capodimonte de 1833 à 1850, puis de 1860 jusqu'à sa mort. En 1850, il a été relevé de ses fonctions car estimé être de tendance « anti-Bourbon » et partisan des idées libérales, il avait participé avec ses enfants aux soulèvements de 1848.
Il a été député au Parlement napolitain en 1848 et en 1861, sur proposition de Garibaldi et a été nommé sénateur du royaume d'Italie par Vittorio Emanuele II. La même année, il est nommé professeur honoraire à l'Université de Naples et président de l' Académie pontanienne.
Ernesto Capocci Belmonte est mort à Naples le 6 janvier 1864.
Il figure parmi les auteurs du XIXe siècle de la science-fiction italienne avec son roman de 1857 Viaggio alla luna, un voyage fantastique dans un futuriste 2057, accompli par une femme, publié huit ans avant De la Terre à la Lune de Jules Verne. À l'occasion du 150e anniversaire de la mort d'Ernesto Capocci, l'observatoire astronomique de Capodimonte a organisé une exposition consacrée à l'astronome et a publié les réimpressions anastatiques de certains de ses textes populaires de Capocci.

## Publications principales
- (it) Dialoghi sulle comete scritti in occasione delle cinque apparse nell'anno 1825, Napoli, Stamperia del Giornale del Regno delle Due Sicilie, 1825 (lire en ligne)

- (it) Il primo viceré di Napoli, Parigi, Londra, Baudry et Galignani; Rolandi, 1838 (lire en ligne)

- Seguito della notizia intorno alle scoperte di M. Melloni sul calorico, Milan, 1838.

- (it) Quadro del sistema planetario solare, Napoli, Stamperia dell'Iride, 1853

- (it) Illustrazioni cosmografiche della Divina Commedia, Napoli, Stamperia dell'Iride, 1856 (lire en ligne)

- (it) Relazione del primo viaggio alla luna fatto da una donna l'anno di grazia 2057, Napoli, Tipografia di T. Cottrau, 1857

- (it) Sull'imminente ritorno della gran cometa del 1556, Napoli, stamp. Del Vaglio, 1857

- (it) Dei tremuoti in generale e di quello in particolare de 16 dicembre 1858 in Basilicata e Principato ultra, Napoli, Stab. Tip. di Teodoro Cottrau, 1858

- Catalogo de' tremuoti avvenuti nella parte continentale del Regno delle Due Sicilie, 1859.

- Sopra un nuovo processo dinamico delle stelle del nostro sistema siderco, che sembra dedursi dalla combinazione de moti propri delle stelle medesime, colle loro apparenti grandezze

- Dichiarazione di alcuni cangiamenti fatti nella tavola delle osservazioni meteorologiche del Reale Osservatorio di Napoli.

- (it) Ai miei amici più o meno rossi, Napoli, Tip. dei Classici Italiani, 1862

- (it) La stampa napoletana al signor Pietro Sterbini, Napoli, 1863 (lire en ligne)